# كأس رابطة الدول المستقلة 2002
كأس رابطة الدول المستقلة 2002 هو موسم من كأس رابطة الدول المستقلة. شارك فيه  16 فريقاً، وفاز فيه دينامو كييف.